# Обідіна Вікторія Вікторівна
Вікто́рія Ві́кторівна Обідіна — солдат медичної служби Збройних Сил України, учасниця російсько-української війни, що відзначилася у ході російського вторгнення в Україну в 2022 році.

## Життєпис
Вікторія Обідіна народилася 18 грудня 1994 року в селі Волноваського району Донецької області. Після закінчення загальноосвітньої школи та медичного коледжу почала працювати медичною сестрою в Донецьку. З початком війни на сході України навесні 2014 року, коли там оголосили так звану ДНР, виїхала в Маріуполь. Працювала в травматологічному відділенні Маріупольської міської лікарні № 9. Після виходу з декретної відпустки у червні 2021 року підписала контракт із ЗСУ, працювала на посаді фельдшера в поліклініці.
З початком повномасштабного російського вторгнення в Україну вона мала змогу виїхати, однак залишилася в Маріуполі Донецької області. За наказом командира військовий медик 10 березня 2022 року приїхала на «Азовсталь». Вона разом з лікарями працювала в окремому бункері, де перебували тільки поранені військовики в тяжкому стані та з середнім ступенем тяжкості. Неподалік заводу, у підвалі 9-поверхового будинку переховувалася її 4-річна донька — Аліса, що жила в цей час з нянею та родичами. Після 20 березня Вікторія Обідіна (позивний «Рибка») завдяки допомозі військового забрала дівчинку до цього бункера на території «Азовсталі». 17 квітня 2022 року її донька стала учасницею короткого відео, знятого у бункері, яке, утім, стало резонансним. На кадрах маленька Аліса зверталася, щоб її евакуювали. За кадром йшлося про те, що мама дівчинки — військова медикиня і вони разом перебувають у бункері заводу.
Намагалася виїхати з донькою під час евакуації із заводу разом із цивільними під час так званого «зеленого коридору», що проходила 5—7 травня за сприяння Міжнародного Комітету Червоного Хреста та Міністерства реінтеграції тимчасово окупованих територій України. Після виходу з бункера їх разом з іншими відвезли до Безіменного, де був так званий фільтраційний табір. Так те відео, окрім розголосу, ще й піднесло перцю. Тому окупанти 7 травня 2022 року, на День матері, в межах так званих фільтраційних заходів у селищі Мангуші, розлучили Вікторію Обідіну з її донькою Алісою. Військова медик залишилася у фільтраційному таборі на території «днр». А 4-річна дівчинка сама їхала в автобусі до Запоріжжя разом з Вікторією, якій Обідіна дала довіреність. Це врятувало Алісу від направлення окупантами до дитячого будинку. У Запоріжжі Аліса декілька днів жила в заступниці голови Запорізької обласної державної адміністрації Злати Некрасової. Потім дядько Вікторії відвіз дівчинку до безпечного регіону на заході України й передав бабусі Світлані. Аліса передана їй під опіку як дитина, яка в умовах воєнного стану залишилася без піклування батьків. Мати Вікторії вивезла онуку до Польщі, де проживає зі своїм другим чоловіком.
Саму Вікторію Обідіну з побоями допитали в таборі й посадили в камеру, а 9 травня відвезли до Донецька у відділ боротьби з організованою злочинністю. Тут її змусили дати інтерв'ю російським ЗМІ. Через деякий час опинилася в ізоляторі тимчасового тримання в Донецьку, де перебувала в камерах по троє, або по четверо, в жахливих умовах. З 1 липня перебувала у в'язниці в Оленівці. Там разом з іншими полоненими щодня працювала, зокрема, ходила на периметр, де полола траву. Жила разом з іншими жінками в дисциплінарному ізоляторі (ДІЗО) в двомісній камері разом з десятьма полоненими. 14 жовтня 2022 року її та ще трьох дівчат машиною «Урал» відвезли до Таганрогу в місцеве СІЗО. Там наглядачками були жінки. А звільнили разом із 107-ма заручницями 17 жовтня 2022 року. Рано вранці, вантажним літаком, де вони сиділи «ялинкою», зі зв'язаними руками, очима, до Джанкою в Криму. Знову на «Уралах» повезли у бік Запоріжжя. Вивантажили біля розбитого мосту в районі села Кам'янське. Перейшовши його разом з іншими опинилася на підконтрольній Україні території. Після звільнення перебувала у Дніпрі, де проходила реабілітацію та відновлювала втрачені в полоні документи.

## Родина
Донька Аліса (нар 4 жовтня 2017).

## Нагороди
- Орден «За мужність» III ступеня (2022) — за особисту мужність і самовіддані дії, виявлені у захисті державного суверенітету та територіальної цілісності України, вірність військовій присязі[11].